# Karlheinz Stockhausen: Stimmung (promodern version)
(Musiquette B:) Karlheinz Stockhausen: Stimmung (proMODERN version) – trzeci album polskiego sekstetu wokalnego proMODERN (Łucja Szablewska, Ewa Puchalska, Ewelina Rzezińska, Andrzej Marusiak, Krzysztof Chalimoniuk, Piotr Pieron), ze współczesną muzyką wokalną niemieckiego kompozytora, reprezentanta awangardy, Karlheinza Stockhausena. Ukazał się we wrześniu 2019 pod szyldem Program Drugi Polskiego Radia i Bôłt Records. Płyta uzyskała nominację do Fryderyka 2020 w kategorii Album Roku Muzyka Chóralna.

## Lista utworów
1. Warming Up, Leading To Model 1, Bass
2. Mezzo. "Gott Nochmal" / Soprano 2 GROGORAGALLY, Sun God (Australian Aboriginal)
3. Soprano 2. "Vishnu / Baritone, ELYON, God Of Storms (Hebrew)
4. Soprano 1 / Tenor, USI-AFU, God Of The Earth (Timor, Indonesia)
5. Baritone, "Saturday", "Saturnstag", "Samstag", "Complement Nous" / Tenor, CHANG TI, Director of The Cosmos (Chinese Buddhist)
6. Tenor
7. Baritone, "Hallelujah"
8. Soprano 1. / Mezzo, UEUETEOTL, God Of Fire (Aztec)
9. Bass. „Phoenix” / Tenor, USI-NENO, Sun God (Timor, Indonesia)
10. Soprano 1. "Komit" (Like Screech Owls)
11. Bass. "Moo", "Moo-coo" (Like Cows), "Guru" (A Dove). / Baritone, AHURA-MAZDA God Of Wisdom (Persian)
12. Tenor
13. Baritone. / Soprano 2, ABASSI-ABUMO, Creator Of Heaven (Ibi, Africa)
14. Soprano 2. "Hippy". / Mezzo CHALCHIHUITLICUE, Goddess Of The Sea And Salt Water (Aztec)
15. Mezzo. / Soprano 2 WAKANTANKA, God Of Thunder (Sioux Indian)
16. Bass.
17. Soprano 1. "The Male Is Basically An Anymale"
18. Tenor.
19. Bass. "Sontag", "Sunday" / Soprano 1, DIONYSOS, God Of Fertility And Wine (Greek)
20. Soprano 2.
21. Baritone.
22. Mezzo.
23. Baritone.
24. Soprano 2. / Soprano 1, VENUS, Goddess Of Love (Roman)
25. Mezzo. "Wotansday, "Mittwoch", "We(d)nesday" / Baritone YAH-WEH, God Of Israel (Hebrew)
26. Soprano 1. "Tuesday" / Mezzo QUETZALCOATL, God Of gods (Aztec)
27. Tenor.
28. Bass. / Soprano 2 MUNGANAGANA, God Of Wind (Australian Aboriginal)
29. Baritone. / Mezzo. TLALOC God Of Rain (Aztec)
30. Soprano 1.
31. Mezzo.
32. Baritone.
33. Soprano 2. "Friday", "Freitag" / Baritone OSIRIS, God Of Fertility And Death (Egyptian) / Tenor ALLAH, Almighty Creator (Islamic) / Soprano 1. RHEA Mother Of Zeus (Ancient Greek)
34. Soprano 1. "Niemals" / Tenor VISHNU The Bringer Of Good (Hindu)
35. Bass. "Sehr Hell", "Helena" / Soprano 1 GAIA Goddess Of The Earth (Ancient Greek)
36. Tenor. / Mezzo TETEOINNAN, Mother Of The Gods (Aztec)
37. Mezzo. / Soprano 2, SUSSISTINAKO God Of Heaven (Sia, American Indian)
38. Soprano 1. "Salemaleikum", "Salami-e", "Come-On" / Bass RANGI God Of Heaven (Maori, Polynesia)
39. Mezzo. "Moonsday". / Baritone. ATUM-RA, Goddess Of The Sun (Ancient Egyptian)
40. Baritone.
41. Bass. "Thorstag", "Thursday", "Donnerstag"; "Freitag Samstag Sonntag Montag Dienstag Mittwoch Donnerstag". / Soprano 2 YADILQIL, Heaven-Man (Navajo, American Indian)
42. Baritone. "Nemesis", "Artemis". / Tenor VARUNA God Of Wisdom (Hindu)
43. Tenor. Neighing (Like A Horse)
44. Bass.
45. Soprano 2.
46. Tenor. / Soprano 1 CHRONOS God Of Time (Ancient Greek) / Mezzo, CHICOMECOATL God Of Food (Aztec)
47. Soprano 1. / Tenor BUDDHA The Enlightened One (Buddhist)
48. Mezzo. "Maria" / Bass TANGAROA, Sun God (Maori, Polynesia)
49. Tenor.
50. Soprano 2.
51. Tenor.